# Johannes Willem Antonie Immink
Johannes Willem Antonie Immink (Amerongen, 16 januari 1848 - Barneveld, 16 augustus 1926) was een Nederlands burgemeester.
In 1876 werd hij burgemeester van Nieuwendam en vanaf 1877 was hij tevens burgemeester van Buiksloot. In 1881 volgde zijn benoeming tot  burgemeester van Bloemendaal waar hij tevens gemeentesecretaris was. Hij zou die functie vervullen tot 1907.
In de dorpskern Aerdenhout is een straat naar hem genoemd: de Burgemeester Imminkhof.